# Gynoxys cerrateana
Gynoxys cerrateana là một loài thực vật có hoa trong họ Cúc. Loài này được B.Herrera mô tả khoa học đầu tiên năm 1980.